# Leon Orłowski

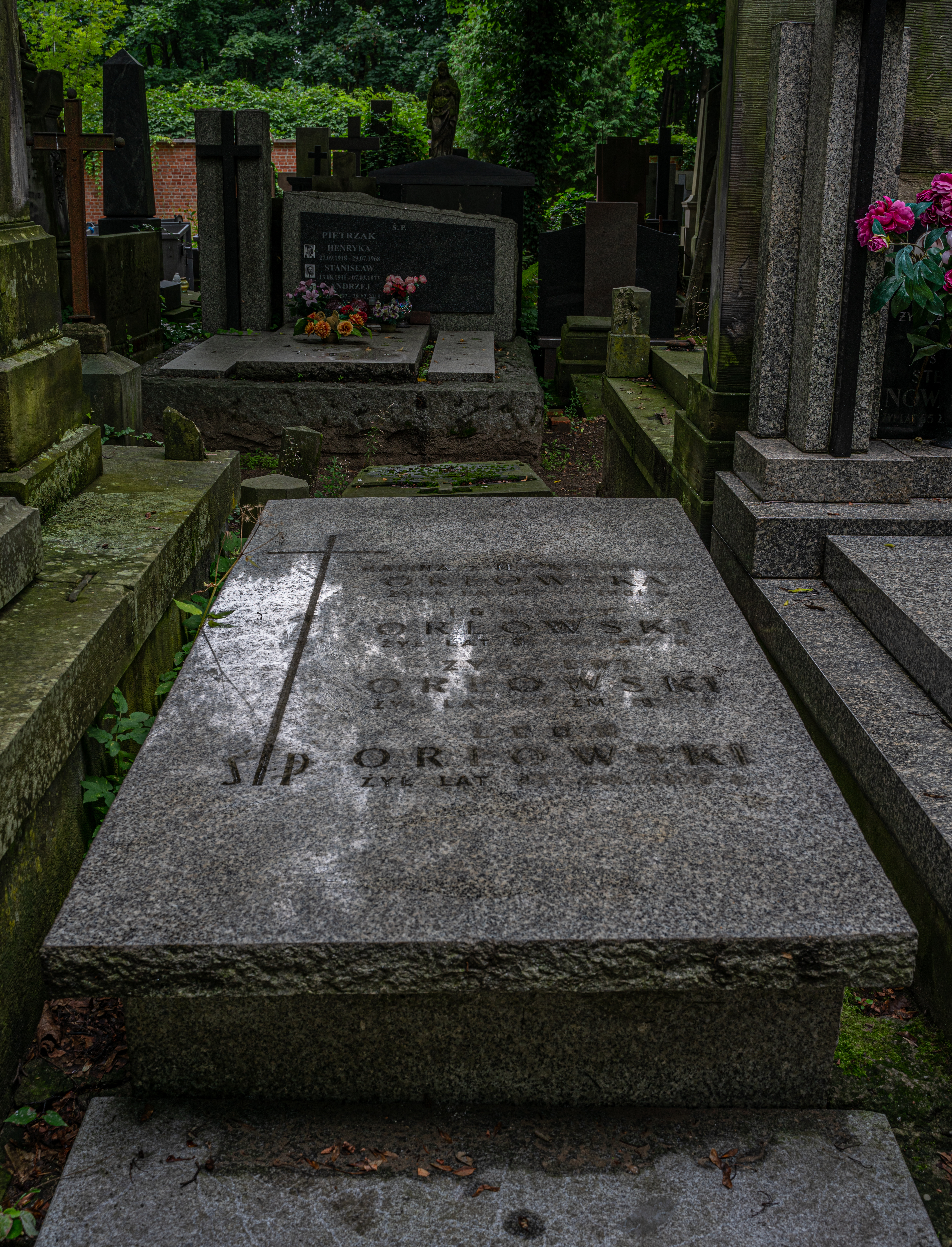
Grób Leona Orłowskiego na cmentarzu Powązkowskim

Leon Orłowski (ur. 22 marca 1891 w Tatarach, zm. 19 marca 1976 w Rabce) – polski dyplomata.

## Życiorys
Urodził się 22 marca 1891 w Tatarach, w rodzinie Ignacego (zm. 1917) i Haliny z Nieszkowskich (zm. 1901). Ukończył szkołę średnią we Włocławku, następnie studia na Wydziale Ogólnym Akademii Eksportowej w Wiedniu. Działał w Organizacji Młodzieży Narodowej, w 1905 uczestniczył w strajku szkolnym. Podczas I wojny światowej służył w armii rosyjskiej.
W czasie wojny polsko-bolszewickiej od sierpnia 1920 do marca 1921 służył ochotniczo w Wojsku Polskim jako porucznik kawalerii rezerwy. Służbę dyplomatyczną rozpoczął 12 kwietnia 1919 jako sekretarz w Konsulacie Generalnym RP w Nowym Jorku (do 1 stycznia 1924). Od 1 stycznia do 9 marca 1924 jako wicekonsul kierował konsulatem RP w Pittsburghu. Do 1927 był sekretarzem legacyjnym w Poselstwie RP w Waszyngtonie. Od 1 listopada 1927 do 1 sierpnia 1932 pracował w Departamencie Politycznym MSZ. W styczniu 1932 naczelnik Wydziału Zachodniego Józef Lipski pisał o nim: Bardzo wyrobiony urzędnik, posiadający duże kwalifikacje zarówno na skutek swej wielostronnej praktyki służbowej, jak i wrodzonych zdolności. Umysł wybitnie polityczny, orientujący się w zagadnieniach międzynarodowych. Łatwość w nawiązywaniu stosunków z osobistościami zagranicznymi i wpływaniu na nich. Bardzo szybka orientacja w trudnych zagadnieniach i śmiałość sądu. Zna gruntownie kwestie amerykańskie. W sierpniu 1932 r. przeniesiony do Ambasady RP w Londynie, dochodząc w 1934 do rangi radcy ambasady.
15 maja 1936 mianowany na posła nadzwyczajnego i ministra pełnomocnego w Budapeszcie i kierował poselstwem do 31 grudnia 1940, gdy placówka została zlikwidowana na żądanie III Rzeszy. Przebywał później w USA, w latach 1949–1950 pracował w jednej z agend ONZ. W 1973 powrócił do Polski.
Wspomnienia z misji w Budapeszcie ogłosił w 1952 na łamach Kultury.
Zmarł w Rabce. Pochowany na cmentarzu Powązkowskim (kwatera 206-4-4).

## Ordery i odznaczenia
- Krzyż Oficerski Orderu Odrodzenia Polski (11 listopada 1934)[3]
- Medal Niepodległości (29 grudnia 1933)[4]
- Medal Pamiątkowy za Wojnę 1918–1921[5]
- Medal Dziesięciolecia Odzyskanej Niepodległości[5]
- Srebrny Medal za Długoletnią Służbę[5]
- Brązowy Medal za Długoletnią Służbę[5]
- Krzyż Węgierski Zasługi I Klasy (Węgry)[1]
- Order Kłosa Złotego III Klasy (Chiny)[1]
- Medal Srebrnego Jubileuszu Króla Jerzego V (Wielka Brytania)[1]